# 易碎君
易碎君（ヤスイクン）は香港で生まれ、現在アメリカに住んでいる。以前は香港の英皇書院に通っていた。ソーシャルメディアで習近平を侮辱するコンテンツを作成し、ユーモアを交えながら中国共産党政権とその指導者習近平総書記を批判したことで、15歳の時に国家安全警察の取り調べを受け、パソコンと携帯電話を押収された。
易碎君は自身のYouTubeチャンネル「易碎品編年史」（壊れやすい品物の年代記）で有名になった。YouTubeやDiscordなどのプラットフォームを通じて、中国政府とは異なる見解を表明し、その政策や言論抑圧を批判している。彼のオンラインネームは黄明志の楽曲《玻璃心》（ガラスのハート）に由来しており、この曲は小粉紅や極端な民族主義者の批判に対する過敏な反応を揶揄するものだった。

## 経歴
2021年9月、易碎君は中学生で「公民および社会教育」という科目を学び始めた。この科目を通じて、外部から洗脳教育と見なされているものを直接経験し、それがかえって彼をオンラインで習近平総書記を揶揄し、パロディ化する活動にさらに参加させる刺激となった。
2022年2月10日、香港警察は西九龍裁判所の捜索令状を持って易碎君を警察署に連行し、彼の2つのYouTubeアカウントと乳透社（習近平を侮辱するグループ）に関連する質問をした。警察は数回の取り調べで彼に圧力をかけ、乳透社の他のメンバーに関する情報を明かすよう求めた。この調査は扇動罪の疑いに関連しており、警察は彼自身のチャンネルのスクリーンショットに署名して罪を認めるよう要求した。さらに、パソコンや携帯電話などの個人的な所有物を没収した。
2022年8月、易碎君は香港を離れ、アメリカで政治亡命を求めた。亡命申請は成功しなかったものの、アメリカの法律に基づいて合法的な滞在資格を得て、現在は里親家庭と一緒に暮らしている。同時に、易碎君の家族全員も香港を離れ、イギリスに移住した。易碎君の経験は、香港国家安全法施行後の言論の自由に対する抑圧を反映している。インタビューで彼は、多くの若者が政治状況のために香港を離れることを選択していると語った。
2024年3月4日、アロン（オンラインで反共グループを設立した14歳の少年）の個人情報がQQとTwitterで何度も公開され、あるTwitterユーザーは1年間にわたってアロンに対してドクシングを行ったと述べた。アロンは10歳の頃からRobloxプラットフォームで「香港革命軍」という反共グループを作っていた。易碎君はその後アロンを助け、カナダでの政治亡命申請を支援した。2024年3月16日、アロンは無事カナダに到着した。